# Trachelopachys sericeus
Trachelopachys sericeus is een spinnensoort uit de familie van de Trachelidae.
De wetenschappelijke naam van de soort werd in 1886 als Trachelas sericeus gepubliceerd door Eugène Simon.